# Akila al-Hashemi
Akila al-Hashemi (Arabiska: عقيلة الهاشمي), född 1953, död 25 september 2003 (mördad), var en irakisk politiker.